# Angola nos Jogos Olímpicos de Verão de 1992
Angola competiu nos Jogos Olímpicos de Verão de 1992 em Barcelona, Espanha. Foi a terceira participação do país nos Jogos.

## Desemepenho

### Atletismo
Masculinos
| Atleta                   | Prova        | Eliminatórias | Eliminatórias | Quartos-de-final | Quartos-de-final | Semifinal   | Semifinal   | Final       | Final       |
| Atleta                   | Prova        | Res.          | Pos.          | Res.             | Pos.             | Res.        | Pos.        | Res.        | Pos.        |
| ------------------------ | ------------ | ------------- | ------------- | ---------------- | ---------------- | ----------- | ----------- | ----------- | ----------- |
| Afonso Ferraz            | 100m         | 11.32         | 7º/bat. 9     | Não avançou      | Não avançou      | Não avançou | Não avançou | Não avançou | Não avançou |
| João Francisco Capindica | 400m         | 47.44         | 7º/bat. 9     | Não avançou      | Não avançou      | Não avançou | Não avançou | Não avançou | Não avançou |
| João N'Tyamba            | 800m         | 1:48.54       | 5º/bat. 5     |                  |                  | Não avançou | Não avançou | Não avançou | Não avançou |
| João N'Tyamba            | 1500m        | 3:39.54       | 7º/bat. 2     |                  |                  | Não avançou | Não avançou | Não avançou | Não avançou |
| António dos Santos       | Triplo salto | 15,48 m       | 40º           |                  |                  |             |             | Não avançou | Não avançou |

Femininos
| Atleta           | Prova | Eliminatórias | Eliminatórias | Quartos-de-final | Quartos-de-final | Semifinal   | Semifinal   | Final       | Final       |
| Atleta           | Prova | Res.          | Pos.          | Res.             | Pos.             | Res.        | Pos.        | Res.        | Pos.        |
| ---------------- | ----- | ------------- | ------------- | ---------------- | ---------------- | ----------- | ----------- | ----------- | ----------- |
| Ana Isabel Elias | 1500m | 4:33.66       | 14º/bat. 3    |                  |                  | Não avançou | Não avançou | Não avançou | Não avançou |
| Ana Isabel Elias | 3000m | 9:58.82       | 10º/bat. 1    |                  |                  |             |             | Não avançou | Não avançou |

### Basquetebol
Masculinos
| Equipe | Fase de grupos                                                                                              | Fase de grupos | Quartos-de-final                                | Semifinal                                | Final                  | Pos. |
| Equipe | Adversário e resultado                                                                                      | Pos.           | Adversário e resultado                          | Adversário e resultado                   | Adversário e resultado | Pos. |
| --- | --- | -------------- | ----------------------------------------------- | ---------------------------------------- | ---------------------- | ---- |
| Benjamin Romano Anibal Moreira Angelo Victoriano Benjamin Ucuahamba Herlander Coimbra Manuel Sousa Antonio de Carvalho Nelson Sardinha Paulo Macedo David Dias Jean Jacques Conceição | USA Estados Unidos D 48-116 GER Alemanha D 63-64 BRA Brasil D 66-76 ESP Espanha V 83-63 CRO Croácia D 64-73 | 5º (gr. A)     | Disputa do 9º ao 12º lugares: CHN China V 79-69 | Disputa do 9º lugar: ESP Espanha D 75-78 | Não avançou            | 10º  |

### Boxe
| Atleta                | Categoria       | Primeira fase          | Segunda fase           | Quartos-de-final       | Semifinais             | Final                  |
| Atleta                | Categoria       | Adversário e resultado | Adversário e resultado | Adversário e resultado | Adversário e resultado | Adversário e resultado |
| --------------------- | --------------- | ---------------------- | ---------------------- | ---------------------- | ---------------------- | ---------------------- |
| Francisco André Moniz | Peso meio-médio | AUS S. Scriggins D 6-2 | Não avançou            | Não avançou            | Não avançou            | Não avançou            |

### Judo
Masculinos
| Atleta              | Categoria | Pos. |
| ------------------- | --------- | ---- |
| Francisco de Souza  | -60 kg    | 23º  |
| José Maria de Jesús | -71 kg    | 34º  |
| João de Souza       | -78 kg    | 22º  |
| Moisés Torres       | -95 kg    | 13º  |

- Nota: O livro oficial e o site SportsReference.com, usados como referência neste artigo, não trazem os resultados detalhados da competição.

### Natação
Masculinos
| Atleta     | Prova         | Eliminatórias | Eliminatórias | Final B     | Final B     | Final A     | Final A     |
| Atleta     | Prova         | Tempo         | Pos.          | Tempo       | Pos.        | Tempo       | Pos.        |
| ---------- | ------------- | ------------- | ------------- | ----------- | ----------- | ----------- | ----------- |
| Pedro Lima | 50m livres    | 24.14         | 4º/bat.5      | Não avançou | Não avançou | Não avançou | Não avançou |
| Pedro Lima | 100m mariposa | 58.37         | 6º/bat.3      | Não avançou | Não avançou | Não avançou | Não avançou |

Femininos
| Atleta      | Prova         | Eliminatórias | Eliminatórias | Final B     | Final B     | Final A     | Final A     |
| Atleta      | Prova         | Tempo         | Pos.          | Tempo       | Pos.        | Tempo       | Pos.        |
| ----------- | ------------- | ------------- | ------------- | ----------- | ----------- | ----------- | ----------- |
| Elsa Freire | 50m livres    | 30.17         | 6º/bat.1      | Não avançou | Não avançou | Não avançou | Não avançou |
| Elsa Freire | 100m livres   | 1:05.45       | 8º/bat.1      | Não avançou | Não avançou | Não avançou | Não avançou |
| Elsa Freire | 100m mariposa | 1:10.17       | 5º/bat.1      | Não avançou | Não avançou | Não avançou | Não avançou |
| Nádia Cruz  | 100m bruços   | 1:21.50       | 4º/bat.1      | Não avançou | Não avançou | Não avançou | Não avançou |

### Vela
| Atleta                      | Classe         | Regatas | Regatas | Regatas | Regatas | Regatas | Regatas | Regatas | Total pts. | Pos. |
| Atleta                      | Classe         | 1       | 2       | 3       | 4       | 5       | 6       | 7       | Total pts. | Pos. |
| --------------------------- | -------------- | ------- | ------- | ------- | ------- | ------- | ------- | ------- | ---------- | ---- |
| João Neto                   | Finn masculino | 33      | 33      | 31      | 32      | 34      | 33      | 33      | 195        | 28º  |
| Eliseu Ganda Luvambu Filipe | 470 masculino  | 39      | 40      | 40      | 43      | 43      | 44      | 43      | 248        | 37º  |